# Slobodan Simović
Slobodan Simović (Kirin Serbia: Слободан Симовић, sinh 22 tháng 5 năm 1989) là một cầu thủ bóng đá Serbia thi đấu cho BATE Borisov.